# 巨大な赤い龍

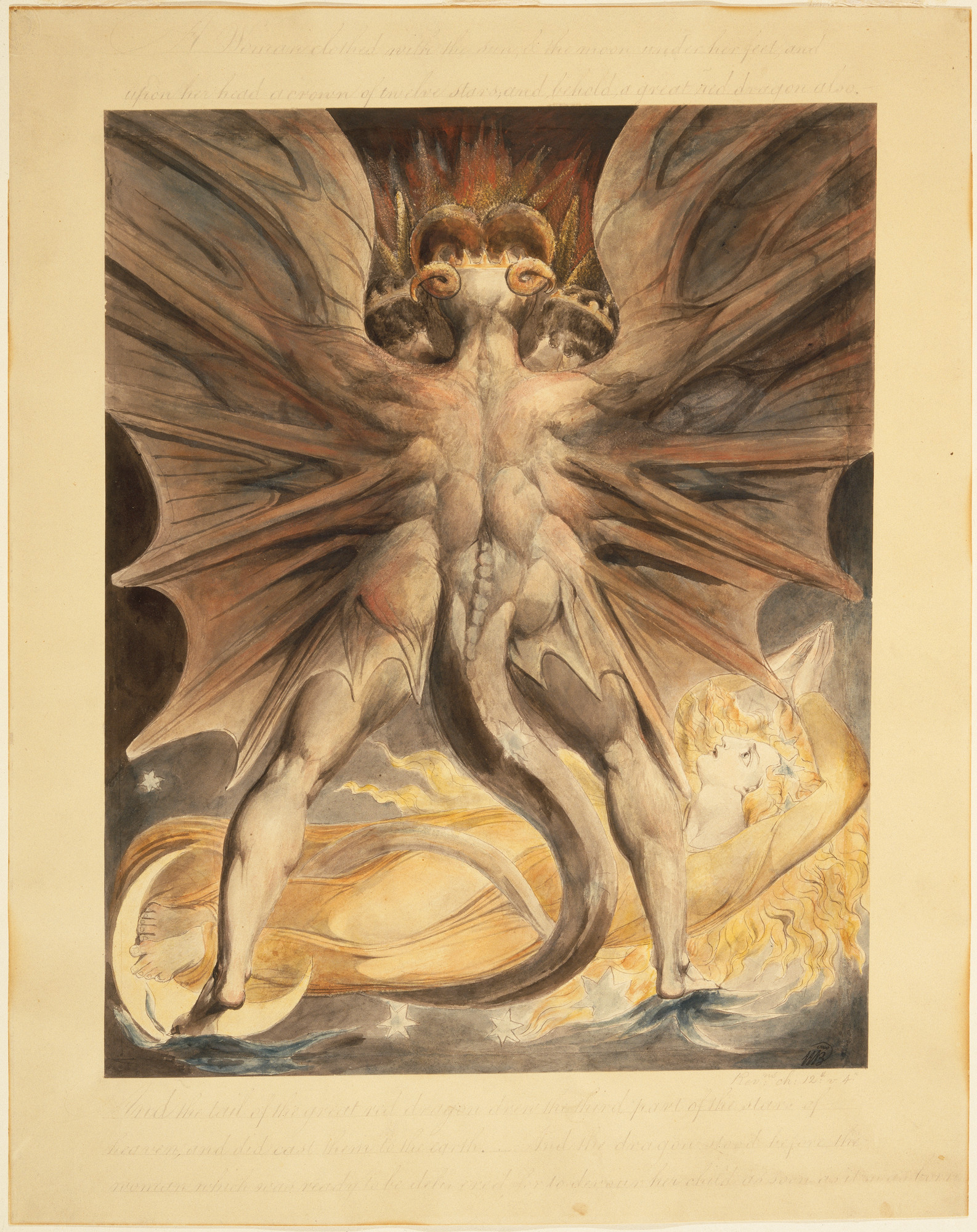
ブルックリン美術館所蔵『巨大な赤い龍と太陽を着た女』

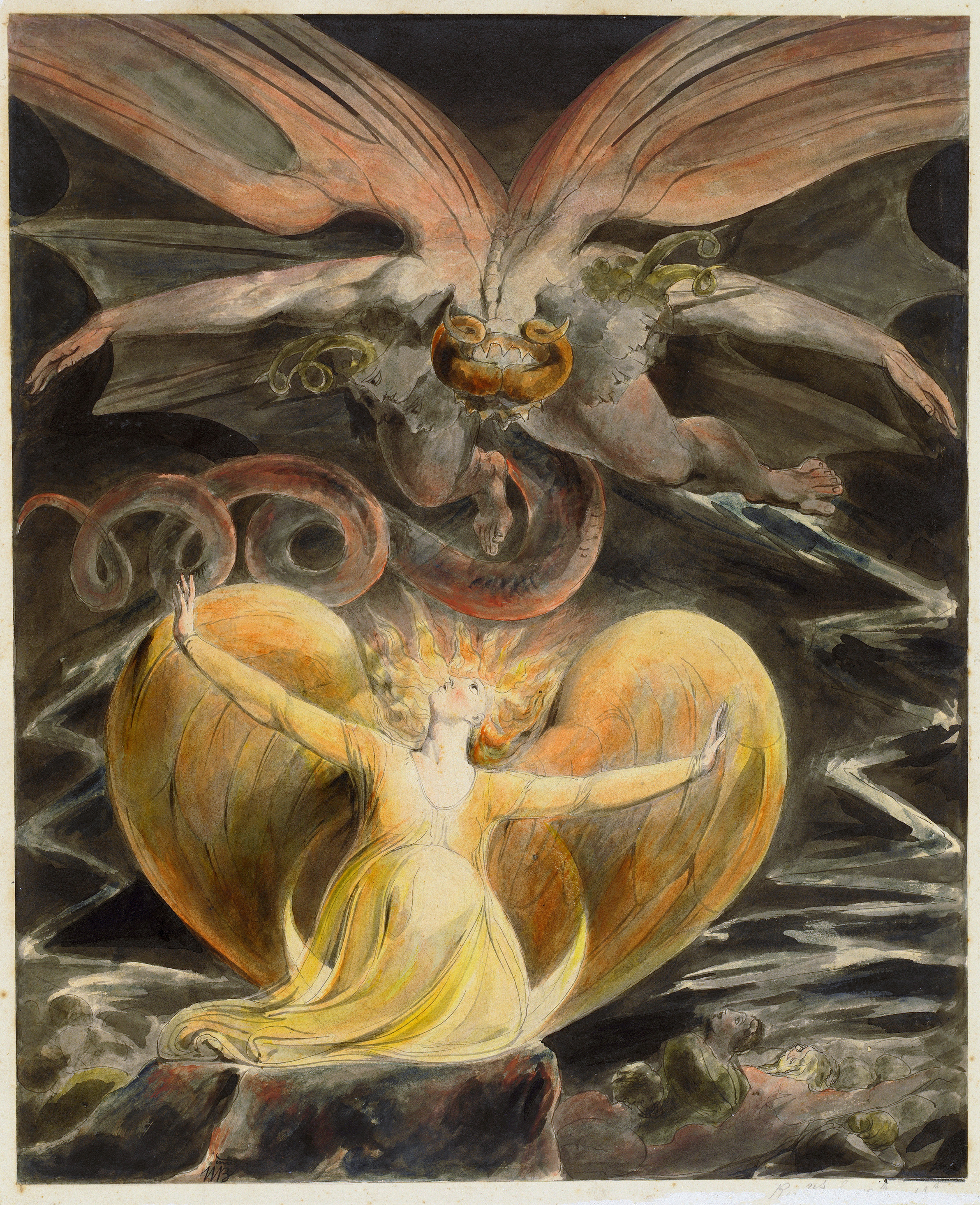
ワシントン・ナショナル・ギャラリー所蔵『巨大な赤い龍と太陽の衣をまとった女』

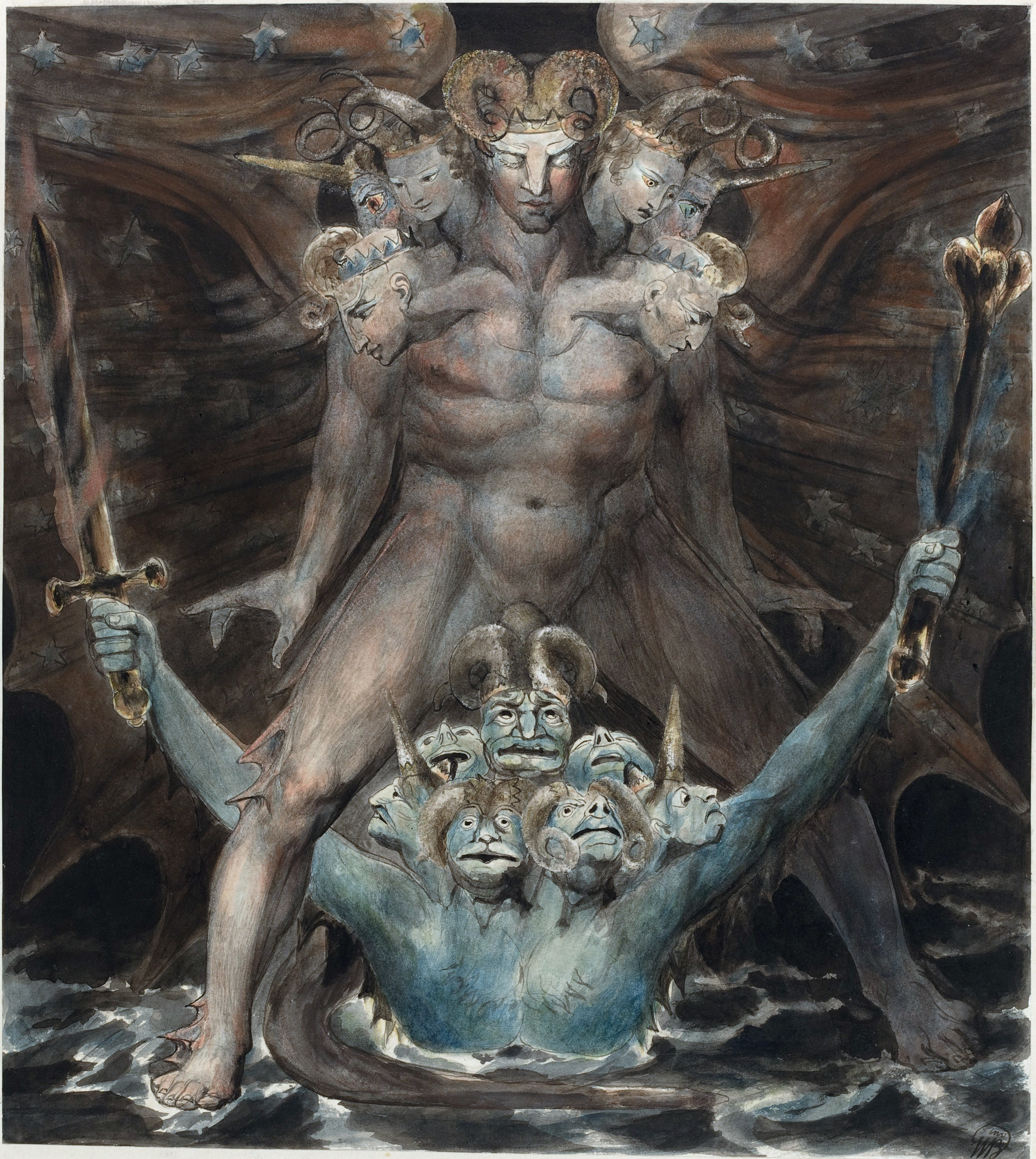
ワシントン・ナショナル・ギャラリー所蔵『巨大な赤い龍と海から上がってきた獣』

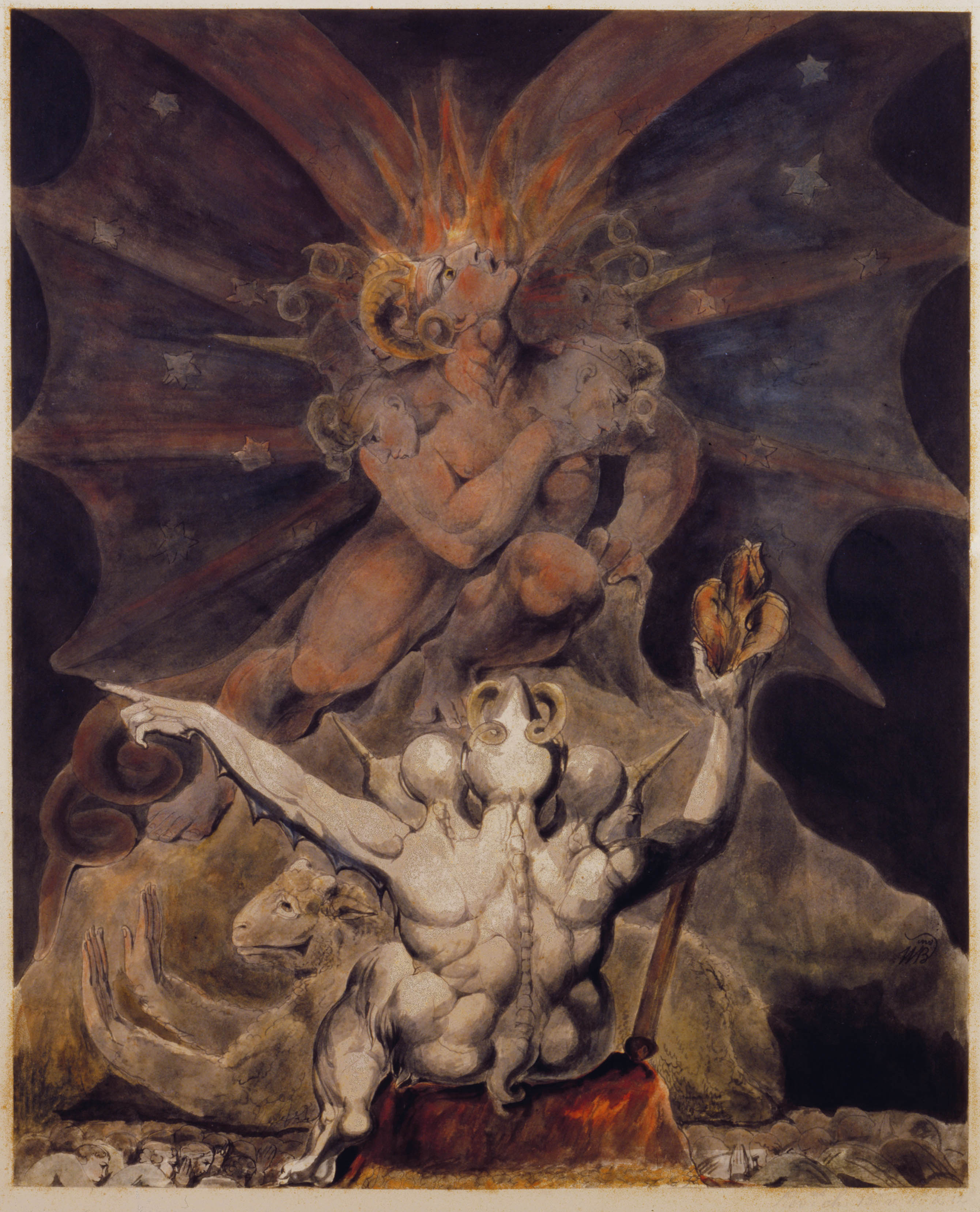
ローゼンバッハ博物館・図書館所蔵『獣の数字・666』

巨大な赤い龍（きょだいなあかいりゅう、The Great Red Dragon paintings）は、1805年から1810年頃にウィリアム・ブレイクによって描かれた水彩画の作品群である。ブレイクはこの時期に任命を受け、聖書の挿絵として100点以上の絵画を制作している。これらの絵画はヨハネの黙示録の様々な場面に登場する「巨大な赤い龍」を描いている。
また、もう一つのしるしが天に現れた。見よ、大きな、赤い龍がいた。それに七つの頭と十の角とがあり、その頭に七つの冠をかぶっていた。 —『口語　新約聖書』ヨハネの黙示録 12章3節

## 絵画

### 巨大な赤い龍と太陽を着た女
- 原題：『The Great Red Dragon and the Woman Clothed in Sun』[3]
- 高さ：43.7cm、幅：34.8cm
- ブルックリン美術館所蔵

### 巨大な赤い龍と太陽の衣をまとった女
- 原題：『The Great Red Dragon and the Woman Clothed with the Sun』
- 上述するブルックリン美術館所蔵の作品と同じ主題を描いた作品だが、異なる視点から描かれており、人物の配置も異なっている。
- 高さ：40.8cm、幅：33.7cm[4]
- ワシントン・ナショナル・ギャラリー所蔵

### 巨大な赤い龍と海から上がってきた獣
- 原題：『The Great Red Dragon and the Beast from the Sea』
- 高さ：40.1cm、幅：35.6cm[5]
- ワシントン・ナショナル・ギャラリー所蔵

### 獣の数字・666
- 原題『The Number of the Beast is 666』
- 高さ：40.6 cm、幅：33.0 cm[6]
- ローゼンバッハ博物館・図書館（英語版）所蔵

## メディアにおける扱い
絵画『巨大な赤い龍と太陽を着た女』 (The Great Red Dragon and the Woman Clothed in Sun) はトマス・ハリスの小説『レッド・ドラゴン』（作中では名前を『巨大な赤い龍と太陽の衣をまとった女』(The Great Red Dragon and the Woman Clothed with the Sun) と取り違えている）、及びその映画作品『レッド・ドラゴン』『刑事グラハム/凍りついた欲望 』とテレビドラマ『ハンニバル』で重要な役割を果たしている。敵役のフランシス・ダラハイドはこの絵に対して執着を見せている。ダラハイドはドラゴンが自分の力を解き放つと信じており、やがては「ドラゴンになって」家族全員を殺して回る。ダラハイドは更にブルックリン美術館を訪れて絵を食べてしまうほか、背中にはドラゴンのタトゥーを入れている。
2019年の映画『ゴジラ キング・オブ・モンスターズ』では絵の龍がキングギドラと言われている。
オックスフォードワールドクラシックス（オックスフォード大学出版局による世界の古典を集めた叢書）の『The Private Memoirs and Confessions of a Justified Sinner』では表紙に『巨大な赤い龍と太陽を着た女』が使用されている。